# دریانه
دریانه (به عربی: دریانة) یک منطقهٔ مسکونی در لیبی است که در بنغازی واقع شده‌است. دریانه ۴٬۵۳۲ نفر جمعیت دارد.